# Vu (émission de télévision)
Pour les articles homonymes, voir Vu.

Logo de « Vu » de janvier 2017 à janvier 2019.

Vu est une émission de télévision française de France Télévisions diffusée depuis le 16 janvier 2017.
L'émission étant produite par Patrick Menais, tout comme l'était Le Zapping de Canal+ (supprimé en juillet 2016), son principe reste inchangé. Il s'agit d'une sélection et d'une rediffusion des moments les plus drôles, navrants, émouvants ou les plus étranges des émissions de la veille, toutes chaînes confondues.
Elle dure en moyenne six minutes, et représente un baromètre de la vie sociale, médiatique et politique. Son originalité tient au fait que, malgré l'absence de tout commentaire, l'émission n'en est pas moins teintée d'opinion : la sélection des diverses séquences est subjective, et leur montage, la manière dont elles s'enchaînent, permet de soutenir une comparaison entre elles, afin par exemple d'en souligner l'absurdité.
L'émission est actuellement diffusée sur France 5 du lundi au samedi à 20 heures, ainsi que sur france.tv, France Info, Facebook, Youtube et X.

## Diffusion

### France 2
Lors de ses cinq premiers jours de diffusion sur France 2, du 16 au 20 janvier 2017, le programme est diffusé vers 17 h 30, entre les émissions Amanda et AcTualiTy.
La pastille est ensuite diffusée en inédit du lundi au vendredi à 16 h 35, entre les deux programmes Visites privées et Un chef à l'oreille, et le samedi vers 17 heures. Elle est rediffusée à 18 h 40 sur France Info et, à partir du 23 janvier, à 20 h 45 sur France 2.
À partir du 31 août 2017, l'émission n'est plus diffusée dans l'après-midi mais uniquement le soir vers 20 h 45.

### Internet
À l'occasion des fêtes de fin d'année de 2017, une émission spéciale de quatre heures, rétrospective de l'année et baptisée Vu 2017 est diffusée, uniquement sur Internet, le 1er janvier 2018 sur le site france.tv et Facebook.

### France 5
À partir du 2 juillet 2018, l'émission est diffusée sur France 5. Elle continue de bénéficier d'expositions supplémentaires, à 16 h sur Facebook et une reprise à 18 h 20 sur France info.
Après une courte période d’arrêt de la diffusion sur France 3 entre mars et avril 2020, l’émission reprend courant mai 2020 sur France 5. 

### France 3
Le 27 août 2018, l'émission change une nouvelle fois de chaîne, étant désormais diffusée du lundi au dimanche à 20 h sur France 3.
Le 4 janvier 2019, France 3 diffuse le Vu de l'année 2018 à partir de 22 h 55 puis après Soir 3 pendant plus de deux heures.
Depuis le 26 août 2019, la pastille Vu est diffusée du lundi au samedi (le samedi vers 0 h 15 depuis fin 2019).
Le Vu de l'année 2019 est diffusé dans la nuit du 3 au 4 janvier 2020, sans discontinuer, de 23 h 30 à 3 h 44.

### Retour sur France 5
Le 30 août 2021, l'émission déménage à nouveau sur France 5, en ouverture de la deuxième partie de C à vous, à 20 h.
Depuis le 12 septembre 2021, une version hebdomadaire nommée Revu et présentée en voix off par Pascale Clark revient en compagnie d'un invité sur une sélection d'images diffusé dans Vu,,.

## Plainte de Canal+
En décembre 2017, le magazine Télérama affirme que le groupe Canal+ a assigné, à la date du 11 janvier 2017 France Télévisions en justice, accusant l'émission Vu diffusée sur France 2 d'être une « reprise parasitaire » du Zapping. Selon l’hebdomadaire, le groupe Canal+ réclamerait quarante-quatre millions d'euros de dommages et intérêts à la chaîne publique. En octobre 2019, le tribunal de commerce de Paris déboute Canal+ de sa plainte,.